# Ґурджаані
Ґурджаані  (груз. გურჯაანი) — місто в мхаре Кахеті, Грузія. Адміністративний центр однойменного муніципалітету.

## Географія
Ґурджаані розташоване в Алазанській долині, на висоті 415 м над рівнем моря, за 122 км на схід від Тбілісі. Проголошено містом 1934 року. Згідно з переписом 2014 року, населення становить 8024 осіб.

## Етимологія
Походження назви «Ґурджаані» пов'язане з багатьма версіями, що існують у народних переказах. Згідно з однією історично обґрунтованою версією, ця назва має турецьке походження: слово «ґурдж» — турецьке та означає «грузин», а «Ґурджаані» — грузинську стоянку. У Середні віки на мапі між Ахталою та Чумлакі позначено Гуремані. Припускається, що «Ґурджаані» є якраз модифікованою формою назви «Гуремані». У створеному 1757 року документі «Про призначення Теймураза II до парафії Сачеремло» Ґурджаані  згадується як «Ґурджаані».
У Кахетському регіоні назву «Ґурджаані» має також село, що знаходиться біля однойменного міста.

## Історія
Археологічні розкопки свідчать, що територія Ґурджаанського муніципалітету була заселена з незапам’ятних часів. 1965 року тут виявлено людську стоянку кам’яної доби.
Територія муніципалітету було так само щільно заселено в бронзову, як і в античну та феодальну добу. Історичне поселення є свідком багатьох боїв. Особливо знаменним було селянське повстання 1812 року в Кахеті, спрямоване проти самодержавної політики Росії. Вирішальний бій між повстанцями та царською армією відбувся в селі Чумлакі на так званому полі «Папрісхеві». 4000 селян програли в нерівному бою.
До 1917 року територія сьогоднішнього Ґурджаані входила до Телавського повіту Тбіліської губернії, а до 1921 року – до Сігнагського повіту цієї ж губернії. З 1930 року місто увійшло спочатку до складу Кахетської області, потім — Ґурджаанського району та стало спочатку обласним, потім, відповідно, районним центром та залізничним вузлом. 1934 року рішенням загальногрузинського центрального виконавчого комітету створено місто Ґурджаані.

## Культура та здобутки
Місто є одним з центрів винної промисловості Грузії. У межах міста базиліка церкви Ґурджаанська Квелацмінда (VIII-IX ст.), краєзнавчий музей, будинок-музей Нато Вачнадзе. Неподалік від Гурджаані знаходиться історичний грязелікувальний курорт Ахтала. У Ґурджаані розташовано кафедру та резиденцію Сагареджійської та Гурджаанської єпархії.

## Траспортне сполучення
Ґурджаані — залізничний вузол. Тут від залізничної гілки Тбілісі — Телаві відгалужується напрямок на Цнорі.

## Відомі особистості
В поселенні народився:
- Багдасарашвілі Захарій Георгійович (* 1908) —радянський вчений в галузі агрохімії.

## Фотогалерея

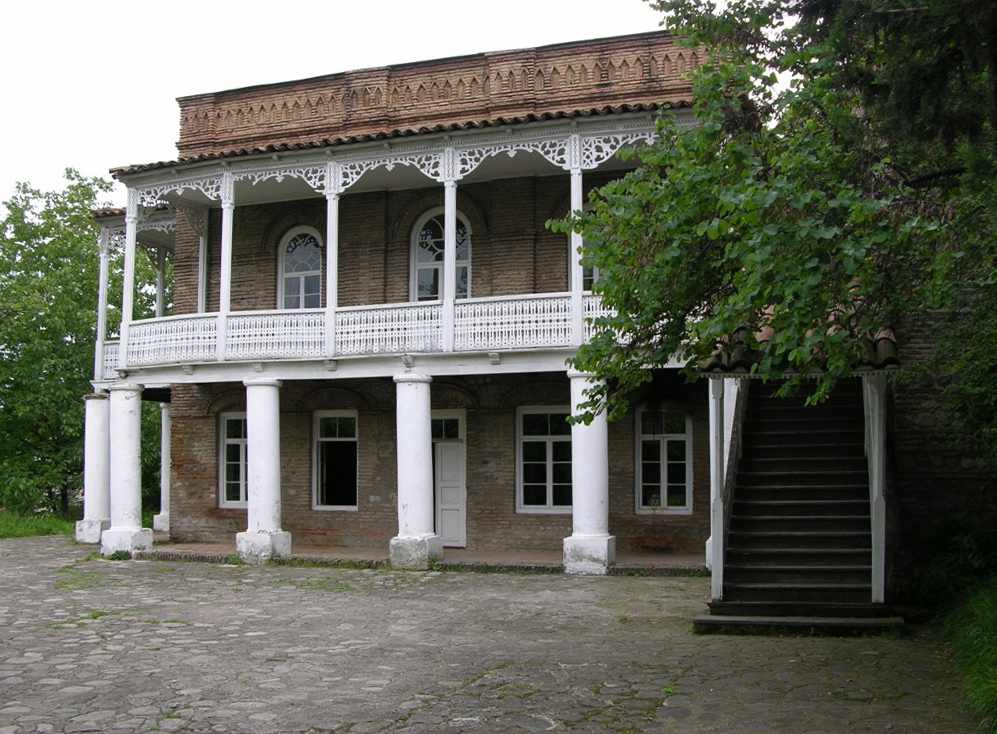
Будинок-музей Нато Вачнадзе.
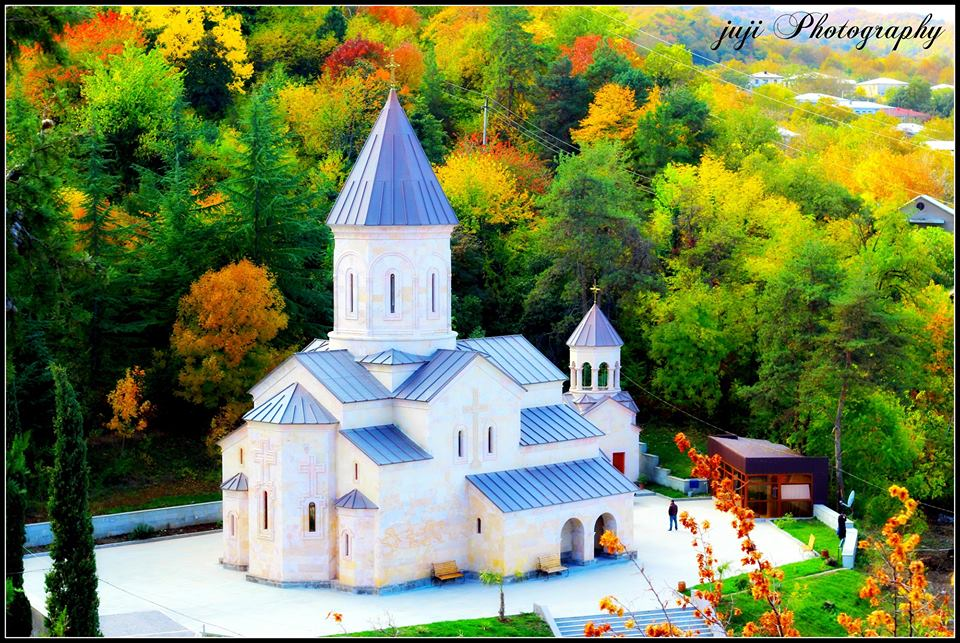
Ґурджаанська Квелацмінда
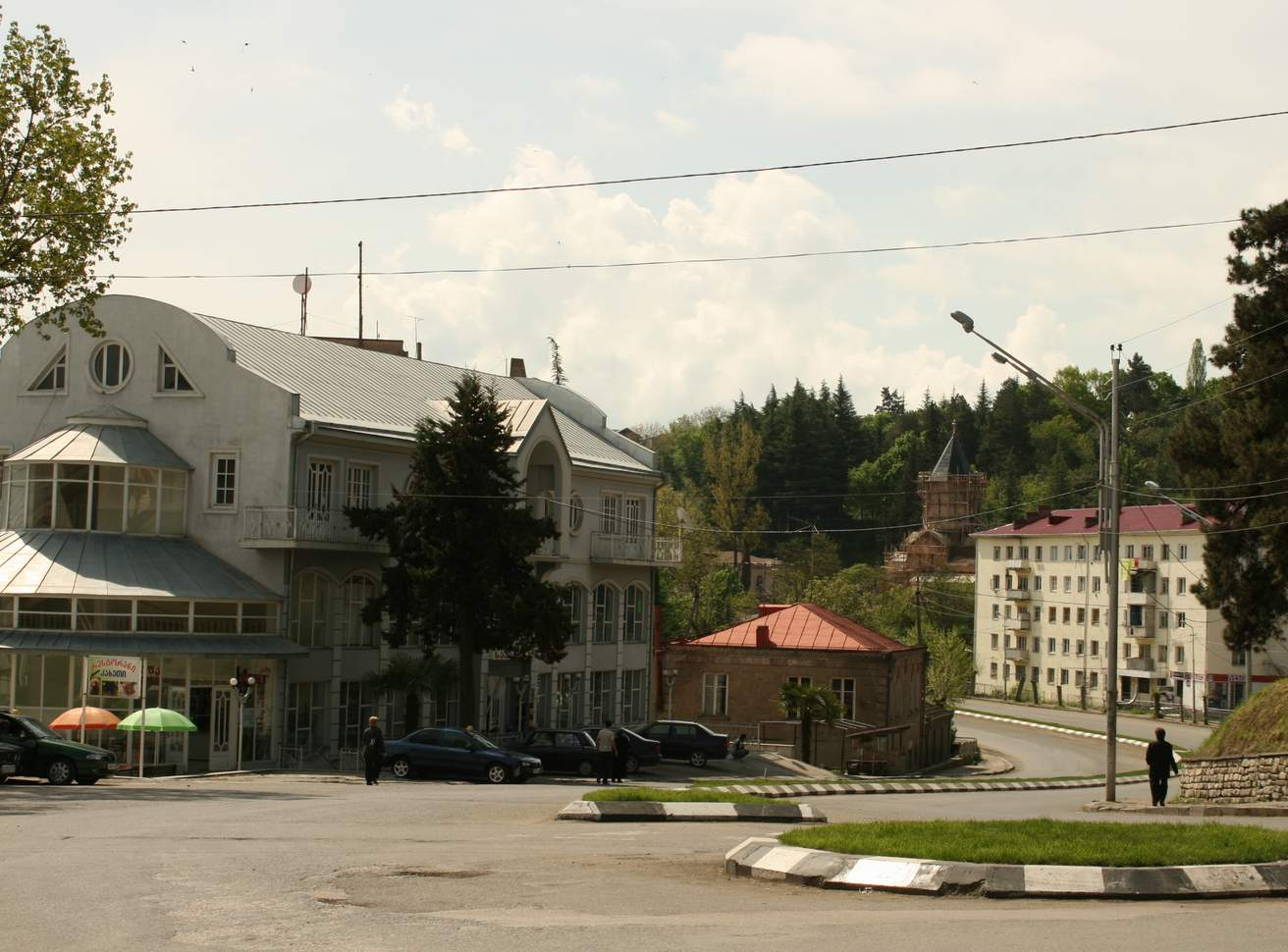
вулиця Свободи
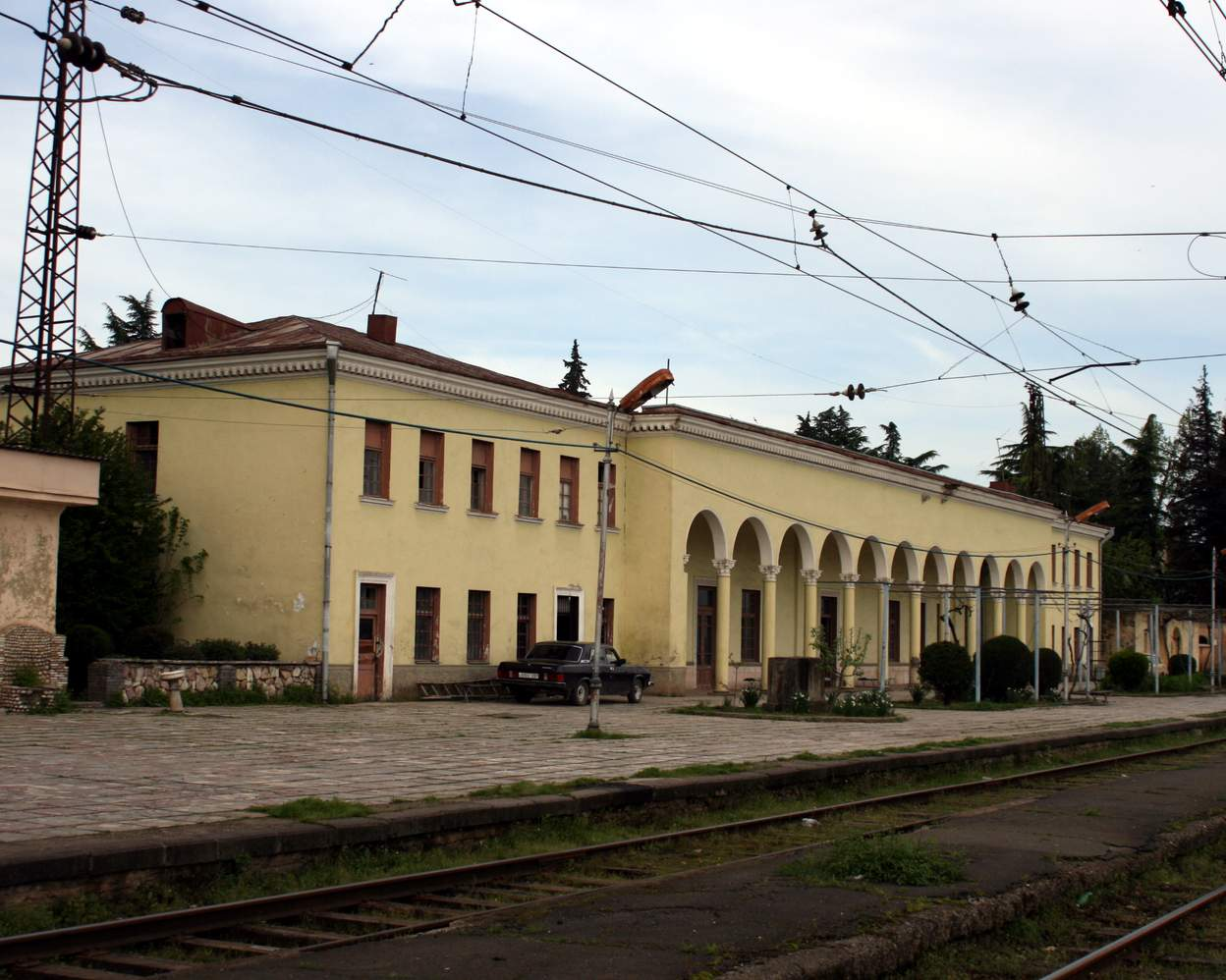
Залізничний вокзал